# Рошиуца (Горж)
Рошиуца (рум. Roșiuța) насеље је у Румунији у округу Горж у општини Мотру. Oпштина се налази на надморској висини од 231 m.

## Становништво
Према подацима из 2002. године у насељу је живело 746 становника, од којих су сви румунске националности.